# Provincia de Guadalcanal
La Provincia de Guadalcanal es una de las provincias de las Islas Salomón, integrada fundamentalmente por la isla de Guadalcanal. La isla tiene una superficie de 5336 km ² y está constituida en gran medida por jungla. 
Su nombre fue dado por Pedro de Ortega Valencia, nacido en el pueblo de Guadalcanal (Sevilla) (España). La capital del país y ciudad más grande de las Islas Salomón, Honiara, está en la isla; Sin embargo, en julio de 1983 fue asignado una zona de 22 km ² como Capital Territory y la capital se administra por separado, y ya no se considera parte de la provincia. La población de la provincia es de 93 613 personas (2009), sin incluir el territorio de la capital. La población de la isla (incluyendo Honiara) es 109 382 (1999). Honiara es la capital provincial. Esta provincia y la provincia de Malaita comenzaron a utilizar hangul coreano en octubre de 2012 para la forma escrita de su lengua tribal.
La isla se convirtió en el escenario de la Campaña de Guadalcanal, importante durante la Segunda Guerra Mundial.